# Thomas Geisel
Thomas Geisel (né le 26 octobre 1963 à Ellwangen) est un juriste et homme politique allemand de BSW, bourgmestre de Düsseldorf de 2014 à 2020. En seconde place sur la liste menée par Fabio De Masi, il est élu député européen en 2024.

## Activités professionnelles (1994 à 2013)
Geisel a travaillé comme avocat dans diverses sociétés commerciales. Entre 1994 et 1998, il a travaillé pour l'agence fédérale Treuhand à Berlin. De 1998 à 2000, Geisel a travaillé pour la société d'énergie Enron à Londres et de 2000 à 2013 pour Ruhrgas AG à Essen.

## Carrière politique

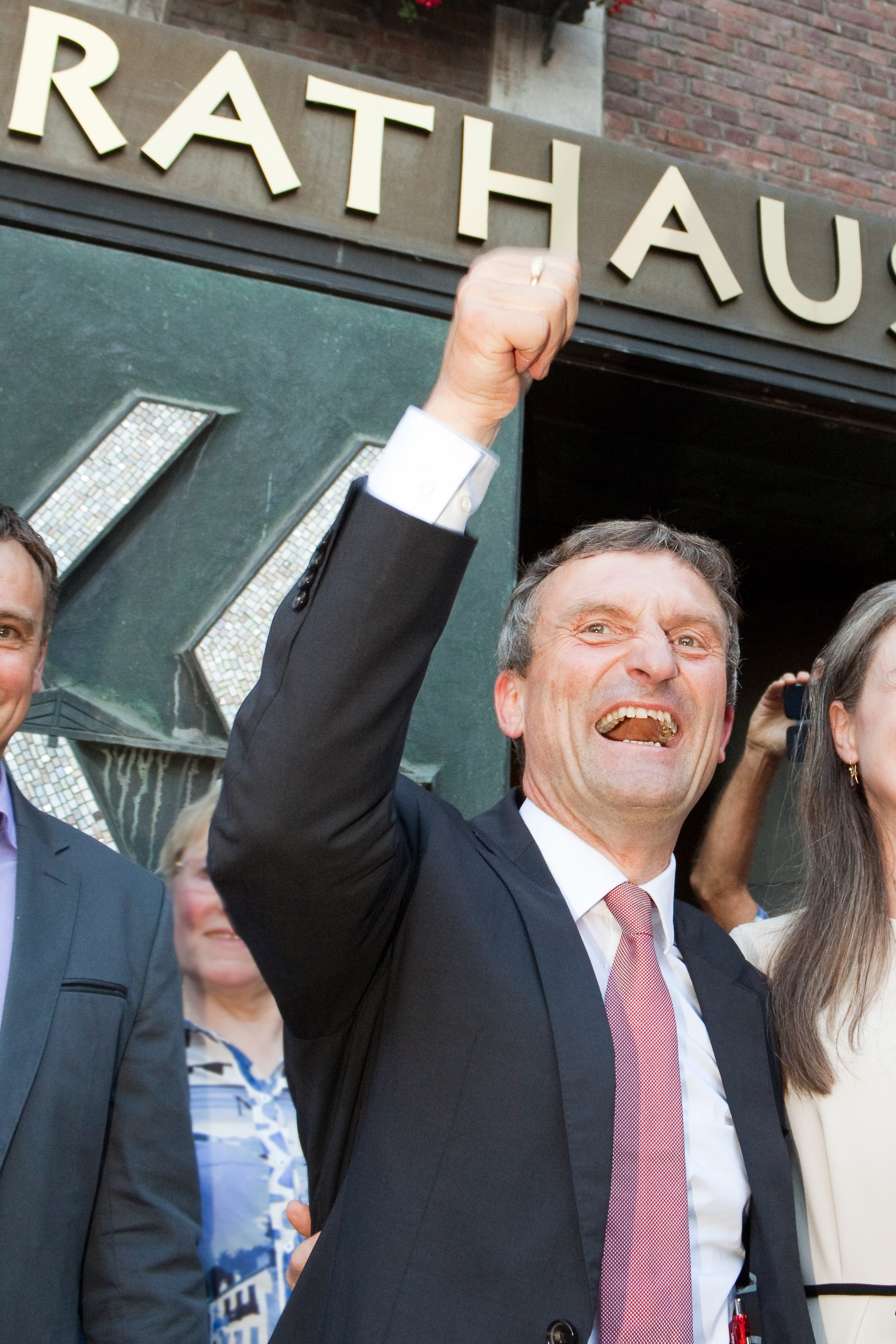
Thomas Geisel le soir de son élection à la mairie de Düsseldorf (2014).

Geisel adhère au SPD en 1983. Il est conseiller du groupe parlementaire SPD dans la première chambre populaire librement élue en RDA, puis conseiller du directeur fédéral du SPD Karlheinz Blessing. Il a été vice-chef du parti dans le sous-district de Prenzlauer Berg (Berlin) et est maintenant membre de la cellule SPD Düsseldorf Mitte-Nord.

### Élection municipale de 2014
Le 25 mai 2014 Geisel obtient 37,9 % des voix (85 766 votes sur un total de 471 272 électeurs éligibles) face au maire sortant de la CDU Dirk Elbers (46,1 %). Lors du second tour, le 15 juin, il obtient la majorité avec 59,2 %.

### Élection municipale de 2020
Thomas Geisel se représente le 13 septembre 2020 pour un deuxième mandat avec pour principal adversaire le directeur de la ville de Cologne, Stephan Keller, candidat de la CDU. Le 27 septembre, il est battu au second tour avec 44 % des voix contre 56 % pour Keller.